# Благодатне (Скадовський район)
Благодатне (до 17 лютого 2016 — Радгоспне) — селище в Україні, у Скадовській міській громаді Скадовського району Херсонської області. Населення становить 1094 особи.

## Населення
Згідно з переписом УРСР 1989 року чисельність наявного населення селища становила 1156 осіб, з яких 537 чоловіків та 619 жінок.
За переписом населення України 2001 року в селищі мешкали 1094 особи.

### Мовний склад
Рідна мова населення за даними перепису 2001 року:
| Мова       | Чисельність, осіб | Доля     |
| ---------- | ----------------- | -------- |
| Українська | 976               | 89,21 %  |
| Російська  | 106               | 9,69 %   |
| Інше       | 12                | 1,10 %   |
| Разом      | 1 094             | 100,00 % |

## Історія
У кінці XIX на початку ХХ століття на території краю була низка хуторів, які мали загальну назву Іщенські. На місці сучасного селища радгоспне розташувався хутір Гаваджино, який було засновано ще до перевороту.
У 1910 році найближчими до Гаваджино були хутори Кругляни, Холодний, Бугаї, Мунтяни, Хлюповка, Мосейки, Рахманське, Тягинка, Шаплики, Полєванове. Як розповідають старожили, деякі хутори отримали свою назву від призвища його засновника: Хлюпов, Гаваджин, Полєванов.
7 березня 1923 року була прийнята Постанова Всеукраїнського центрального виконавчого комітету, яка передбачала створення 12 районів в Херсонському окрузі одеської губернії. Саме тоді і був створений Скадовський район, до якого входили Скадовська селищна рада та 16 селищних рад. 
Однією із таких рад була Комунарівська, куди і ввійшли хутір Гаваджино та залишки навколишніх хуторів. Усіх, кого більшовицькі окупанти визнали "куркулями", після проведення колективізації вислали до Сибіру, а найбідніших переселили до Карги та Красного.
У числі перших радгоспів організованих у Скадовському районі, був бавовно радгосп «Червона зірка». З 1930 року радгосп отримав назву бавовно радгосп № 1. Директором радгоспу був призначений  Ясменко Юрій Петрович.  Радгосп мав у своєму  обробітку близько 18 тисяч га землі, 300 голів корів, 250 голів робочих коней, робочих биків- 100 голів, 7 тракторів «Фурзон» 3 молотарні машини, 6 автомобілів «АМО».
У 1931 році в радгосп були переселені узбеки, туркмени та казахи із Середньої Азії для вирощування бавовни. Місця їх поселення називали базами. Переселенці проживали під  наглядом районної комендатури державного політичного управління. Бавовну збирали тільки вручну.
У 1936 році для покращення управління господарством радгосп був поділений на два: бавовно радгосп «Скадовський-1» та «Скадовський-2». Першим директором радгоспу "Скадовський-2 " був товариш Скітов, а головним агрономом та секретарем партор — організації — товариш Балабанов.  На той час радгосп мав 8900 га землі. До 1940 року господарство зросло та зміцніло. Основні культури, які вирощувалися та той час — бавовник та пшениця.
У ті роки в селі було багато послідовників стаханівського руху — комбайнери Малахов Леонів, Кувалдін Яків Іванович; слюсар Фірсов Петро Васильович, свинар Буря, тваринники Коваленко Григорій, Трушев Давид Васильович, Шаповал Василь Сергійович, Таланов Петро Мизайлович, Онопрієнко Михайло Степанович.
У населених пунктах радгоспу  функціонували 4 початкових школи та цілодобові дитячі садки. На хуторі Гаваджино знаходилась початкова школа № 1 директором якої була Васильківська (Любченко) Зоя Іванівна.
Школа розташовувалася у невеликому приміщенні. В одній кімнаті одночасно навчалися учні 1 та 3, в інших 2 та 4 класів. Після закінчення початкової школи учнів возили кіньми для продовження навчання до Миколаївської семирічної школи (тодішнє село Магала).
Коли почалася Друга світова війна, з радгоспу почали евакуйовувати техніку та тварин. За спогадами Бєлової Пелагеї Степанівни, яка з 14 років працювала дояркою, з початком війни вона разом з односельчанами гнала корів до Казахстану. До місця призначення вони не встигли дійти, стали на перешкоді німецькі війська. Воєнних дій на території села не відбувалося.
З 1944 року робітники радгоспу почали відбудовувати зруйноване війною господарство. Обробіток земель вівся коровами та биками. У 1945 році на полях з'явилися перші трактори та комбайни. Після війни директором радгоспу був призначений Густенко Петро Пилипович, який за старанну роботу у повоєнній відбудові господарства був нагороджений орденом Леніна.
Після війни знову відкрили школу. Початкову освіту здобували різні за віком діти. Ті, котрі не навчалися в роки війни, пішли до першого класу, маючи вже 10-12, а то і більше років. У 1950 році в радгоспі була побудована нова семирічна школа радгоспу «Скадовський-2». Директором школи після Любченко Зої Іванівни у 1956 році став Лаухін Аким Михайлович. А з 1958 року керувала школою Цілинко Ганна Григорівна. Семирічка проіснувала до 1957 року. В 1957—1958 роках школу було перебудовано. Вона набула вигляду літери «Г». школа стала восьмирічною. Поступово розбудовується і радгосп. У 1957 році хутір Шаплики та центральна садиба — хутір Гаваджино — перейменували в село Радгоспне, а хутір Тарани отримав назву села Грушівка. Тягинка стала Зеленим, Рахманське — Комсомольським.
Будуються нові будинки, лікарня, будинок культури та літній клуб. Для зберігання та обробітку врожаїв у радгоспі був створений тік.
Село розвивається та збільшується. З'являється сільське кладовище.
У центрі села зводять пам'ятник Леніну. У 1956 році він був огорожею і навколо росли зелені насадження. Вулиця, на якій стоїть пам'ятник, так і називається — вулиця Леніна.
Збільшується кількість жителів у Радгоспному за рахунок переселенців із інших областей України. Бажаючих поселитися у південному краї було немало — колгоспники їхали сюди з усіх кінців України, тікаючи від злиднів у неміряні степи, щоб почати нове життя. І от для них керівництво запланувало будівництво бараків на велику кількість сімей.
Підвищувалося і культурне життя населення. З'явилися духові оркестри.
Хліб для населення пікся у сільській пекарні, а підвозився до крамниць у будці, запряженій кільми.
Збільшувалася і кількість робочих місць для переселенців, тому що у радгоспі з'явилося багато техніки.
Створювалися умови для вирощування багатьох видів сільськогосподарських культур. Але у таких широких, безводних степах просто неможливо було вирощувати культури, які потребують великої кількості вологи. Бо, як відомо, вода — це життя. І тому в середині 50-х років керівництво країни запланувало будівництво Краснознам'янської зрошувальної системи для того, щоб наповнити ці зневоднені степи життєдайною силою. У ці роки — з 1956 по 1958 — директором радгоспу був Москаленко Анатолій Кирилович. А вже на початку 60-х років у Краснознам'янську зрошувальну систему запустили воду.
Почало інтенсивно розвиватися землеробство.
З 1958 року радгосп «Скадовський -2» очолив Злих Венедикт Микитович. Пробув він на цій посаді аж до 1964 року. Саме в ці роки на території села будується новий будинок культури на 220 місць. У великому залі проводились урочисті збори та  реєстрували шлюби. Тут показують кінофільми.
У 1960 році почалося  будівництво кафе «Берізка». Без змін ця споруда залишилася до сьогоднішнього дня. У 1965 році до сільської школи добудували ще одне крило, і вона набула форми літери «П». На той час директором школи працювала Терличук Марія Степанівна. Завдяки її керівництву школі присвоїли звання зразкової. Біля школи був парк з каруселями, на яких полюбляли кататися школярі.
У 1964 році директором радгоспу став Полуда Андрій Фомич. Він пробув на цій посаді до 1969 року. За ці роки було зведено нову двоповерхову лікарню. На повну силу працювала пилорама та два дитячих садочки. На фермі з'явилися перші доїльні апарати.
Наприкінці 60-х років директором радгоспу призначили Єфимова Миколу Яковича. Він на цій посаді пробув до 1980 року. За часи його керівництва розпочато будівництво нового комплексу по відгодовуванню великої рогатої худоби. У 70-х роках ферму повністю механізували.
Швидкими темпами збудували птахоферму та свиноферму. Покращилися умови праці на току радгоспу. Радгосп придбав багато нової техніки. Першою жінкою-водієм у селі стала Бутенко Катерина.
На полях почали вирощувати овочеві культури. Також у радгоспі з'явилася пасіка, на якій збирали мед для жителів села. Село розросталося, з'явилися нові будинки. Люди стали заможнішими і вже деякі придбали собі автомобілі.
Також у 70-х роках був побудований адміністративний комплекс.
З 1980 року директором призначили Коваленка Віктора Олексійовича . Він пробув на цій посаді до 1982 року. Після нього директором радгоспу став Котов Вадим Миколайович.
У перші роки його роботи почалося будівництво нового двоповерхового дитячого садочка, якому в перші ж роки існування присвоїли звання зразкового. Також була побудована велика двоповерхова школа. На той час директором Радгоспненської школи працювала Нікішенко Надія Григорівна.
Дуже великою подією у 80-х стало асфальтування села. Радгоспне стало чистішим, набуло зовсім іншого вигляду. Багато питань сільського побуту лягало на плечі місцевого самоврядування.  Сільським головою в ті роки призначили Драб Наталію Вікторівну, яка своєю наполегливістю та терпінням прищепила односельцям любов до чистоти і порядку.
Село жило бурхливим культурним життям. У будинку культури з'явилися естрадні колективи. Стало популярним брати участь у художній самодіяльності. Створено жіночий ансамбль «Доярочка».
На великі свята проводилися різні змагання. Найпопулярнішим видом спорту був футбол. Восени 1991 року громада вирішила відзначати Свято села.
Головним життєдайним джерелом є люди, які творять історію, невтомно працюють, будують, садять сади, вирощують врожаї, народжують дітей. Діти та онуки — майбутнє села Радгоспне.
З 17 лютого 2016 року село Радгоспне було перейменовано на селище Благодатне. Населення якого становить 1094 особи.
Відповідно до Розпорядження Кабінету Міністрів України від 12 червня 2020 року № 726-р «Про визначення адміністративних центрів та затвердження територій територіальних громад Херсонської області» увійшло до складу Скадовської міської громади.
24 лютого 2022 року селище тимчасово окуповане російськими військами під час російсько-української війни.

## Постаті
- Голік Руслан Валерійович (1977—2015) — солдат Збройних сил України, загинув під Дебальцевим[8].